# San José Chakán
San José Chakán es una localidad del estado de Yucatán, México, población del municipio de Chicxulub Pueblo

## Toponimia
El nombre (San José Chakán) proviene de José de Nazaret y chakán proviene del idioma maya.

## Hechos históricos
- En 1930 cambia su nombre de San José Chacan a San José Chakam.
- En 1970 cambia a San José Chacam.
- En 1980 cambia a San José Chakam.
- En 1990 cambia a San José Chakán.

## Demografía
Según el censo de 2005 realizado por el INEGI, la población de la localidad era de 2 habitantes.
| 76                          | 89 | 64 | 56 | 34 | 61 | 49 | 38 | 41 | 14 | ? | ? | 2 |
| (Fuente: INEGI [Consultar]) |    |    |    |    |    |    |    |    |    |   |   |   |

## Galería

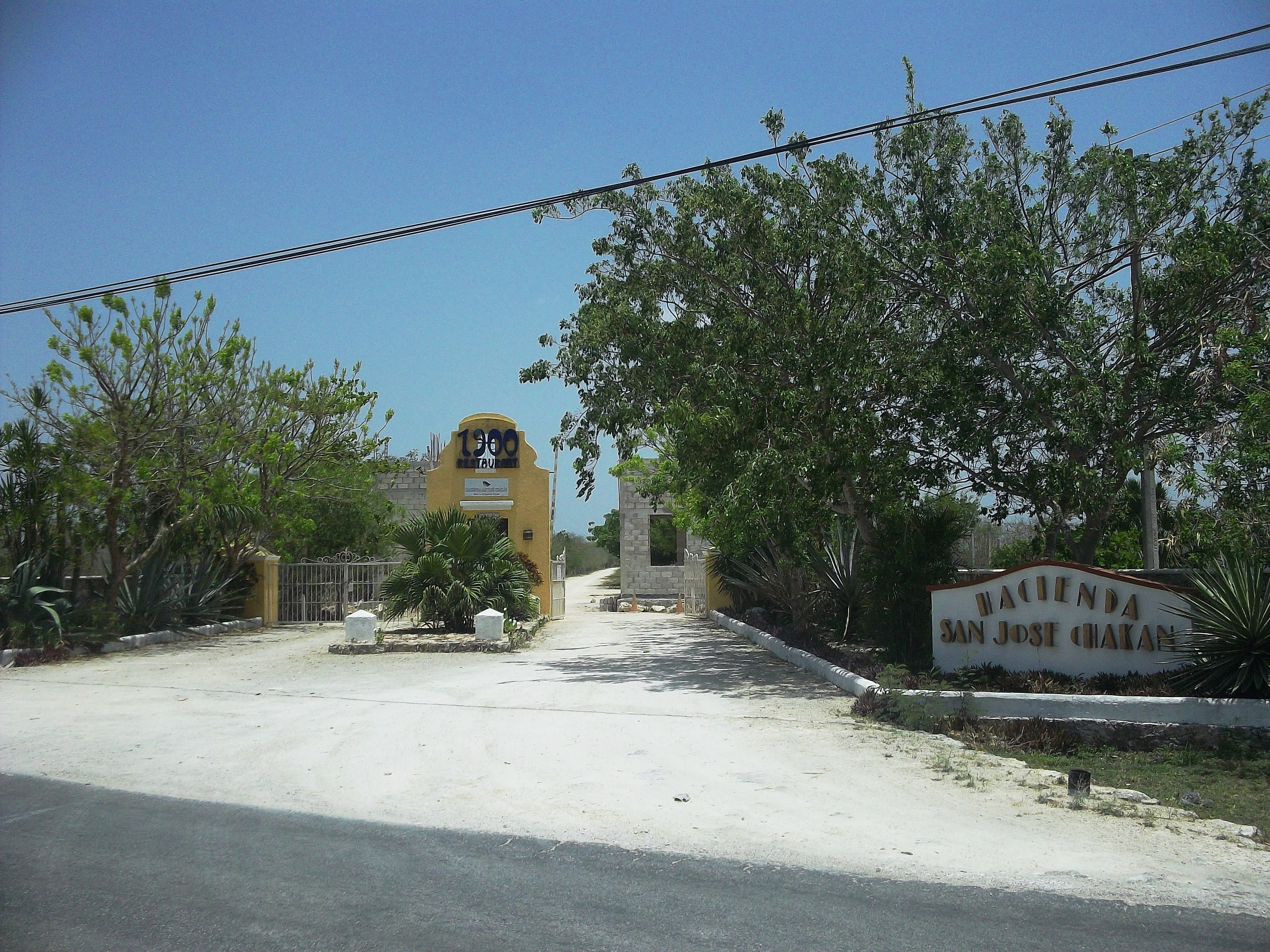
Hacienda San José Chakán.
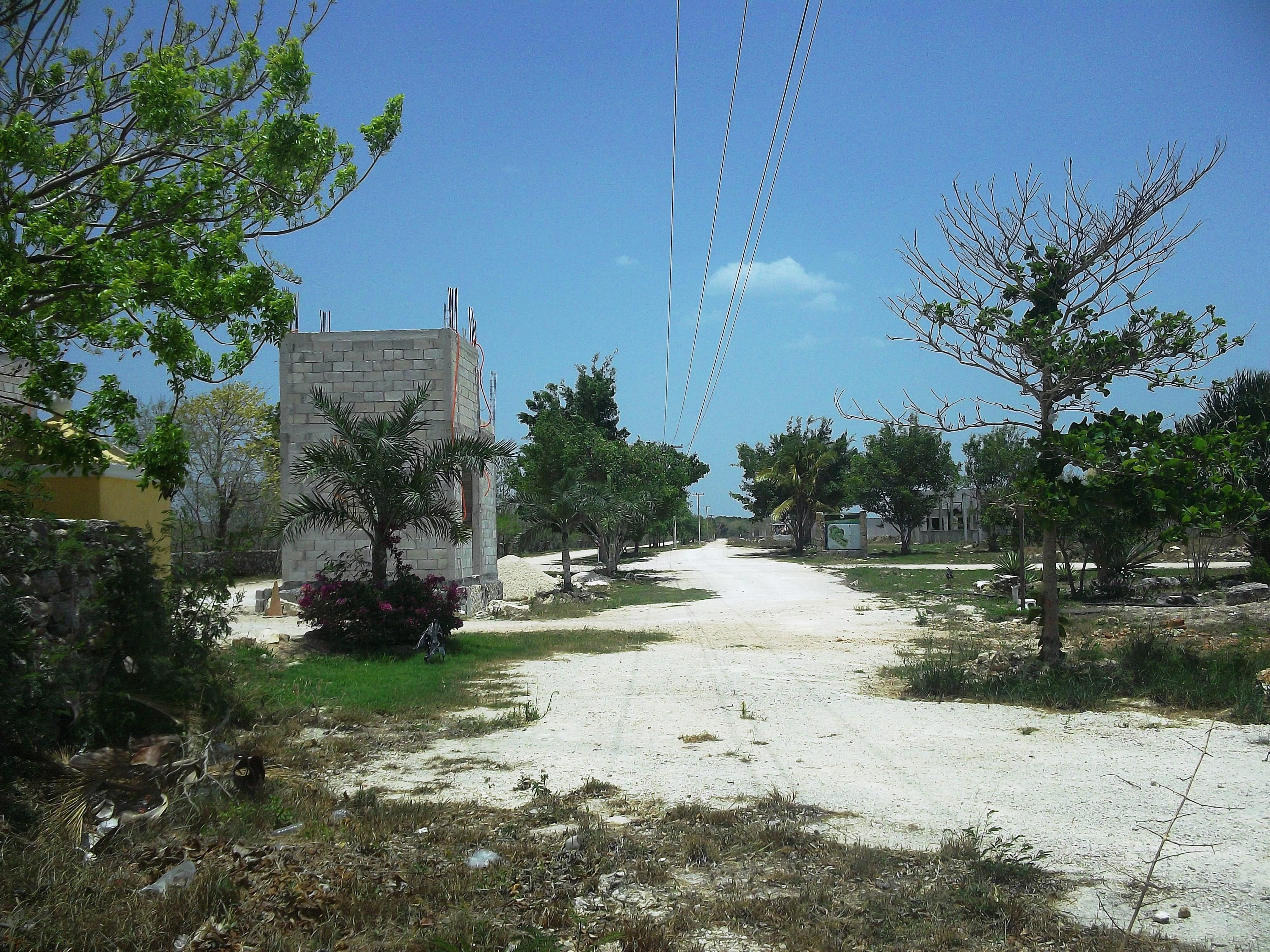
Hacienda San José Chakán.
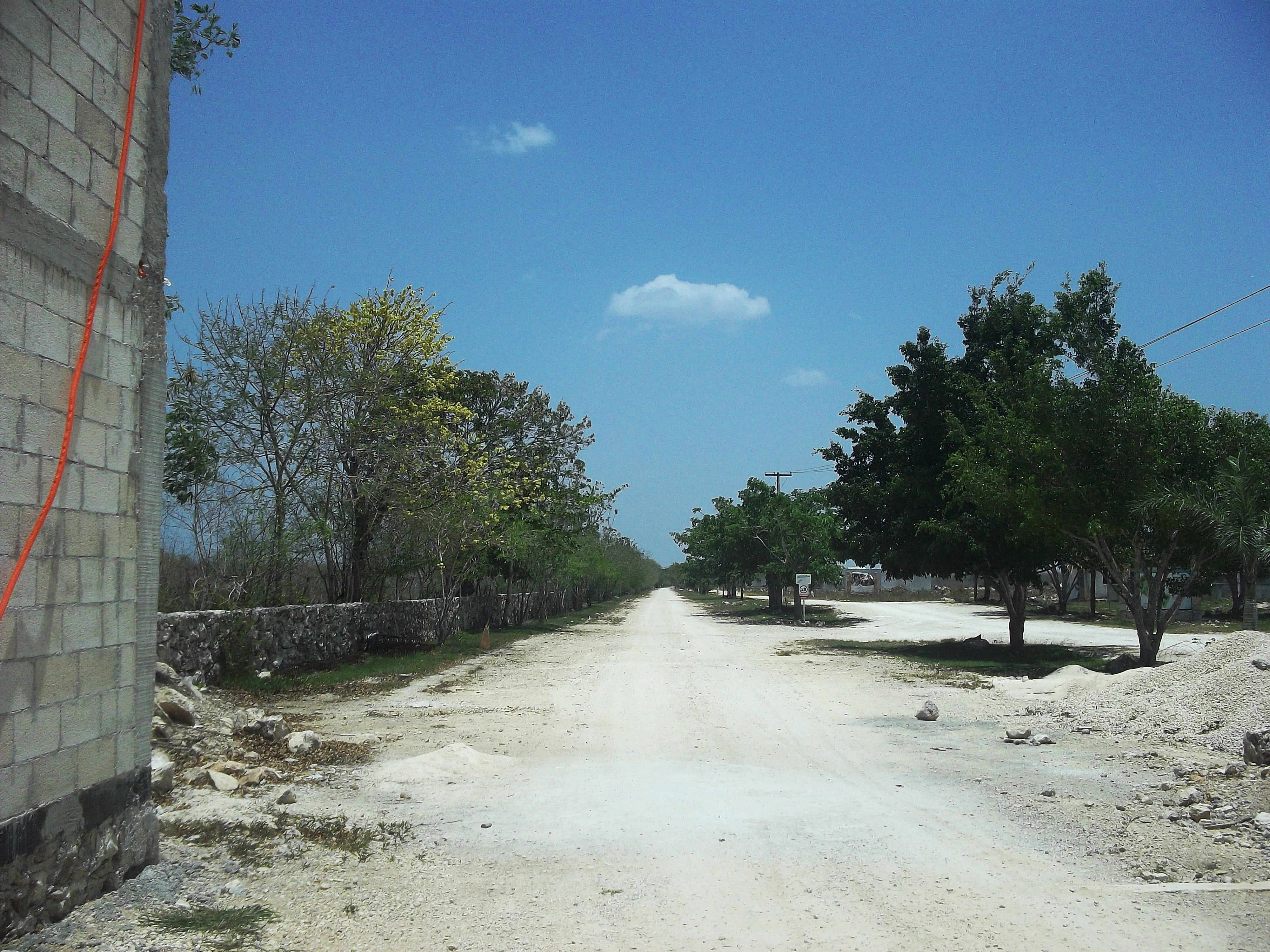
Hacienda San José Chakán.